# برنتشويل آلاباما
برنتشويل آلاباما (بالإنجليزية: Branchville, Alabama)‏ هي بلدة أمريكية تقع في الولايات المتحدة في مقاطعة سانت كلير (ألاباما). يقدر عدد سكانها بـ 993 نسمة ومساحتها 7.9 كم2 وترتفع عن سطح البحر 241 متر.